# Ophiorrhiza exigua
Ophiorrhiza exigua là một loài thực vật có hoa trong họ Thiến thảo. Loài này được (H.L.Li) H.S.Lo mô tả khoa học đầu tiên năm 1987.